# Пласид Лејкс (Флорида)
Пласид Лејкс (енгл. Placid Lakes) град је у америчкој савезној држави Флорида.

## Демографија
По попису из 2000. године број становника је 3.054.
| Група             | 2000.         | 2010.    |
| Белци             | 2.513 (82,3%) | 0 (0,0%) |
| Афроамериканци    | 161 (5,3%)    | 0 (0,0%) |
| Азијати           | 32 (1,0%)     | 0 (0,0%) |
| Хиспаноамериканци | 321 (10,5%)   | 0 (0,0%) |
| Укупно            | 3.054         | 0        |